# Enhanced Combat Helmet

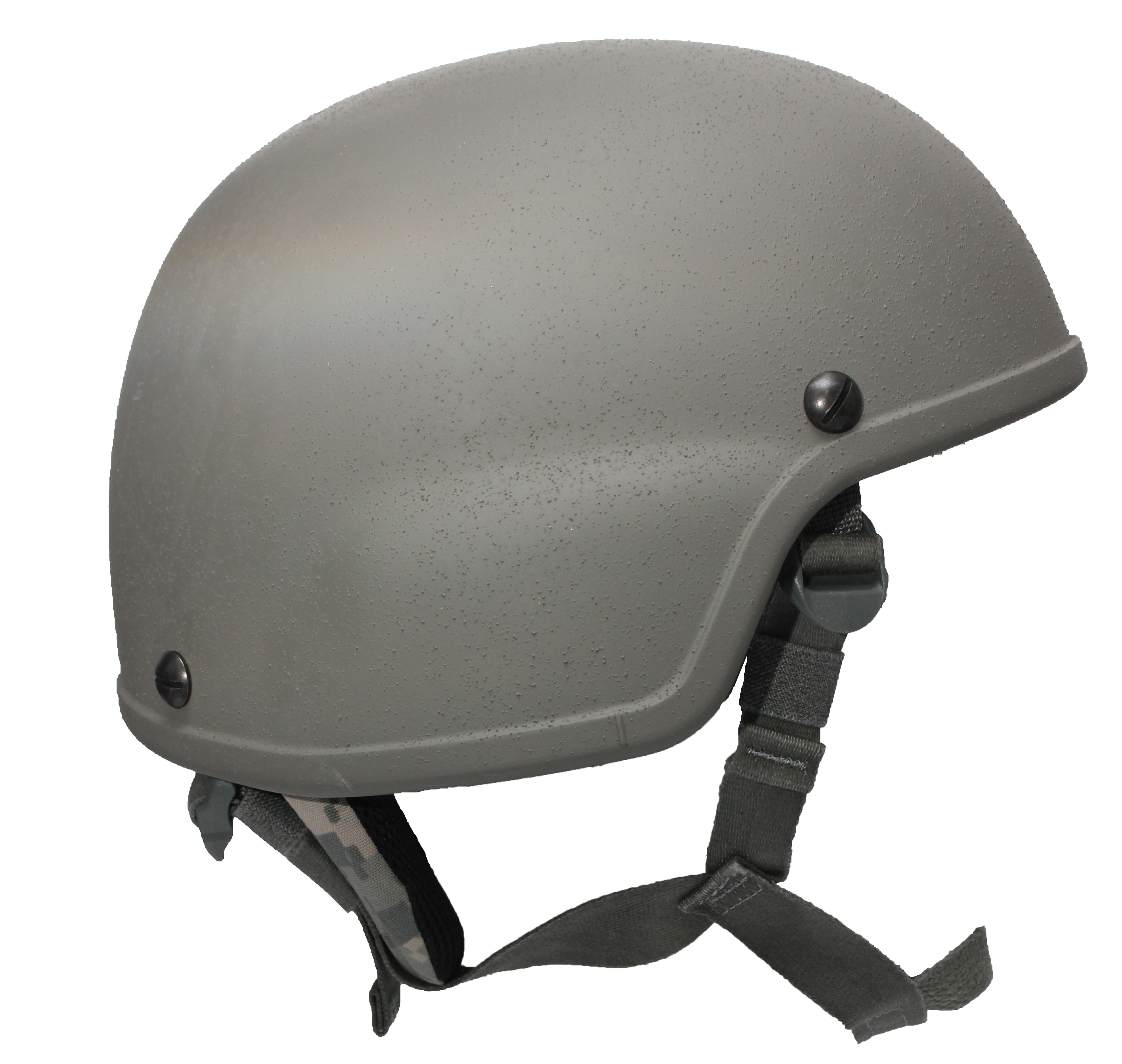
Прототип шлема ECH (фото 2011 г.), на серийной модели иная форма подбородочного ремешка

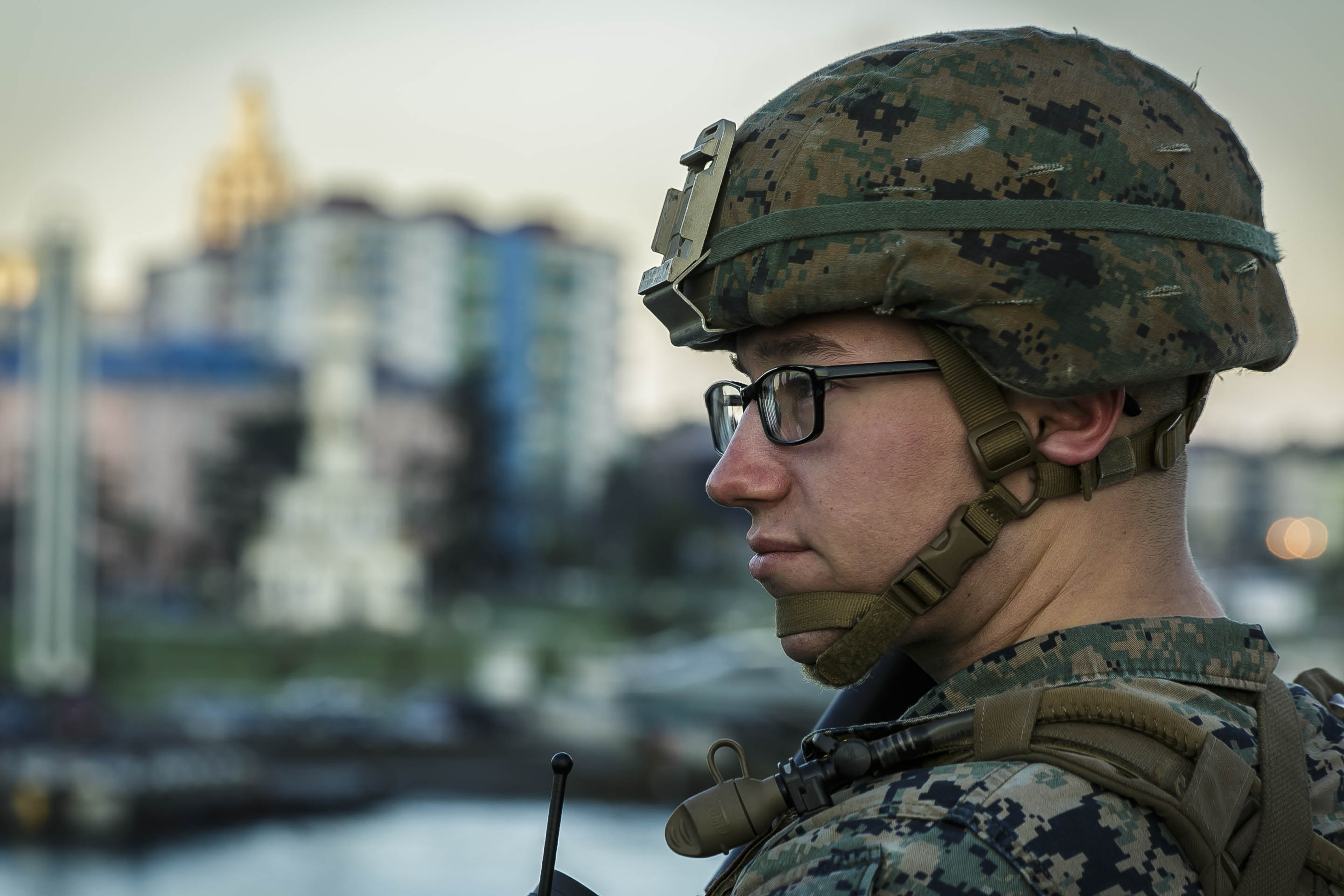
Пехотинец КМП США в шлеме ECH на рейде порта Батуми (Грузия), 2018

ECH (англ. Enhanced Combat Helmet — шлем с улучшенными характеристиками) — совместная программа Корпуса морской пехоты США и Армии США по замене во флоте, морской пехоте и сухопутных войсках США органотекстолитовых шлемов на основе арамидного волокна Кевлар и термореактивного связующего, на шлемы на основе термопласта. Термин «Enhanced Combat Helmet» был предложен подполковником армии США Уильямом Р. Шаффером.

## Конструкция
ECH создан на базе шлема ACH/MICH, толщина защитной оболочки была увеличена, при ее изготовлении использован более прочный пластик на основе сверхвысокомолекулярного полиэтилена высокой плотности (СВМПЭ). Шлем обладает высокой противоосколочной стойкостью, кроме того способен выдерживать поражение простыми пулями длинноствольного оружия, в частности пулей 7,62×51 мм M80 с дистанции 270 м, пулей 7,62×39 мм ПС на тактических дистанциях ведения огня (350—450 м). В то же время он не обеспечивает защиты от пуль винтовочных патронов с упрочненным стальным сердечником, таких как M855 и аналогичных.
Идентичен шлему ACH/MICH по геометрии, использованной системе амортизации, характеристикам ударной прочности при испытаниях падающим грузом и внешнему виду.
Шлем имеет «тактический вырез» в боковых проекциях, что несколько снижает площадь защиты, но повышает мобильность. Шлем совместим с камуфлированными чехлами. Конструкция шлема позволяет использовать дополнительные средства связи и ПНВ. Армия планирует использовать существующее подтулейное устройство шлема ACH для ECH, однако может быть разработано единое подтулейное устройство. ECH имеет четырёхточечную ременное крепление. Модификация корпуса морской пехоты и флота использует Х-образную схему задних ремней (Class I), а армейская — H-образную (Class II).

## Разработка
Разработка шлема ECH началась в 2007 году под руководством НИЛ Сухопутных войск (ARL) в рамках программы Army Manufacturing Technology (ManTech Program). В июле 2009 года было выделено более 8 млн долл. четырём подрядчикам на разработку пяти опытных образцов шлемов. Mine Safety Appliances получили 4,7 млн долл., Gentex — 1,8 млн, BAE Systems Aerospace & Defense Group Inc. — 764 тыс. долл., 3M — дочерняя компания Ceradyne — 729 тыс. долл. Испытания в сентябре 2009 года показали, что шлемы всех поставщиков не выдержали испытания обстрелом и/или испытания падающим грузом. В феврале 2010 года к программе присоединились ВМС и выдвинули ряд собственных требований к шлему. Позднее должностные лица КМП предложили конструктивные улучшения, в частности, использовать лучшие материалы, испытания были возобновлены в июне 2010года.
В случае успеха программы, армия планировала заказать 200 тыс. единиц, КМП — 38,5 тыс., ВМФ — 6,7 тыс. шлемов. Компания Ceradyne выиграла конкурс на производство шлема Enhanced Combat Helmet в марте 2012 года. 16 июля 2013 года корпус морской пехоты разместил заказ на 3850 шлемов, которые должны были поступить в войска до конца 2013 года. Всего КМП планирует приобретение 77 тыс. шлемов. Этого количества должно хватить для снабжения всего контингента развёрнутых подразделений КМП. Шлемы предыдущего поколения Lightweight Helmet и Modular Integrated Communications Helmet по-прежнему будут использоваться в ходе тренировок и при решении других небоевых задач. Подрядчик МО США PEO Soldier также подтвердил, что шлем поступит на вооружение сухопутных войск. Начало поставок было запланировано на 1 октября 2013 года.
В 2019 году для замены ECH был разработан новый защитный шлем IHPS (Integrated Head Protection System), изготовленный компанией 3М (входящей в состав Ceradyne Inc.). Первые шлемы IHPS должны были получить в марте 2019 года военнослужащие 3-й бригады 82-й воздушно-десантной дивизии США.
В рамках программы ManTech (Army Manufacturing Technology) ряд организаций-подрядчиков МО США: ARL, Natick Soldier Research, Development and Engineering Center (NSRDEC), Gentex и др. разработали для сил специального назначения и в 2007 году запустили в производство шлем FAST. Масса шлема FAST снижена на 25 процентов, у варианта шлема под обозначением Maritime (MT) снижение составляет еще больше — 35 процентов. Защитная часть шлема FAST и его вариантов, также как и шлема ECH, выполнена из термопластичного СВМПЭ.

### Сноски
1. ↑  Согласно ТТТ шлем ECH по стойкости к пулям стрелкового оружия и осколкам боеприпасов должен на 35 процентов превышать характеристики Advanced Combat Helmet, однако в итоге, это требование было превышено. С учетом того, что у шлема ACH стойкость по V50 к имитатору осколков FSP массой 1,1 г составляет не хуже 670 м/с, соответствующее значение ECH может достигать 900 м/с.